# كلورو البنزين (صفحة البيانات)
هذه الصفحة توفر بيانات كيميائية تكميلية عن مادة الكلوروبنزين.

## بيانات سلامة المواد
قد يتطلب التعامل مع هذه المادة الكيميائية اتخاذ احتياطات أمان ملحوظة. لذلك نوصي بشدة بالبحث عن ورقة بيانات سلامة المواد (MSDS) الكيميائية لها من مصدر موثوق وكذلك اتباع التعليمات الواردة فيها. تتوفر ورقة بيانات سلامة المواد الخارجية هنا

## البنية والخصائص
| البنية والخصائص                       | البنية والخصائص |
| ------------------------------------- | --- |
| معامل الانكسار، ند                    | 1.5241 |
| معامل آبي                             | ؟ |
| ثابت العزل الكهربائي، εr              | 5.6895 عند 293.2 ك |
| قوة الرابطة                           | ؟ |
| طول الرابطة                           | ؟ |
| زاوية الرابطة                         | ؟ |
| القابلية المغناطيسية، χم              | 69.5 × 10−6 سم3 مول−1 |
| التوتر السطحي {\displaystyle \gamma } | 34.78 داين/سم عند 10 درجة مئوية </br> 32.99 داين/سم عند 25 درجة مئوية </br> 30.02 داين/سم عند 50 درجة مئوية </br> 27.04 داين/سم عند 75 درجة مئوية </br> 24.06 داين/سم عند 100 درجة مئوية |
| سرعة الصوت                            | 1311 متر/ثانية عند 20 درجة مئوية |

## الخصائص الديناميكية الحرارية
| سلوك الطور                                                              | سلوك الطور                               |
| ----------------------------------------------------------------------- | ---------------------------------------- |
| النقطة الثلاثية                                                         | ? K (? °C), ? Pa                         |
| النقطة الحرجة                                                           | 633.4 K (360.25 °C), 4.52 ميجا باسكال    |
| التغير القياسي في المحتوى الحراري للاندماج، ΔfusHo                      | ? kJ/mol                                 |
| التغير القياسي في المحتوى الحراري للاندماج، ΔfusSo                      | 9.6 J/(mol·K)                            |
| التغير القياسي في المحتوى الحراري للتبخر، ΔvapHo                        | 40.97 kJ/mol                             |
| التغير القياسي في الإنتروبيا للتبخر، ΔvapSo                             | ? J/(mol·K)                              |
| خصائص المواد الصلبة                                                     |                                          |
| التغير القياسي في المحتوى الحراري للتكوين، ΔfHoصلب                      | ? kJ/mol                                 |
| الإنتروبيا المولية القياسية، Soصلب                                      | ? J/(mol K)                              |
| السعة الحرارية النوعية، cp                                              | ? J/(mol K)                              |
| خصائص السائل                                                            |                                          |
| التغير القياسي في المحتوى الحراري للتكوين، ΔfHoسائل                     | 11.1 كيلوجول/مول                         |
| الإنتروبيا المولية القياسية، Soسائل                                     | ? J/(mol K)                              |
| السعة الحرارية النوعية، cp                                              | 150.1 جول/(مول K)                        |
| خصائص الغاز                                                             |                                          |
| التغير القياسي في المحتوى الحراري للتكوين، ΔfHoغاز                      | 52.0 كيلوجول/مول                         |
| الإنتروبيا المولية القياسية، Soغاز                                      | ? J/(mol K)                              |
| السعة الحرارية النوعية، cp                                              | ? J/(mol K)                              |
| ثوابت فان دير فالس                                                      | أ = 25.8 لتر2بار/مول2 ب = 0.1454 لتر/مول |
| خصائص أخرى                                                              |                                          |
| المحتوى الحراري المولي الانحرافي لترطيب الغاز، ΔhydH∞ = ΔsolH∞ - ΔvapHo | -30.6 كيلوجول/مول عند 298.15 كيلو        |

## ضغط بخار السائل
| \| P في Pa \| P في Pa \| 10 \| 100 \| 1ك \| 10 كيلو \| 100 ألف \| \| درجة الحرارة بالدرجة المئوية \| درجة الحرارة بالدرجة المئوية \| -43 هـ \| -17 هـ \| 16.8 \| 62.9 \| 131.3 \| هـ - البيانات المستقرة |                              |        |        |      |         |         |
| P في Pa | P في Pa                      | 10     | 100    | 1ك   | 10 كيلو | 100 ألف |
| درجة الحرارة بالدرجة المئوية | درجة الحرارة بالدرجة المئوية | -43 هـ | -17 هـ | 16.8 | 62.9    | 131.3   |

## لزوجة السائل
| درجة الحرارة بالدرجة المئوية | درجة الحرارة بالدرجة المئوية | -25   | 0     | 25    | 50    | 75    | 100   |
| اللزوجة بالملي باسكال/ثانية  | اللزوجة بالملي باسكال/ثانية  | 1.703 | 1.058 | 0.753 | 0.575 | 0.456 | 0.369 |

## الموصلية الحرارية للسائل
| درجة الحرارة بالدرجة المئوية | درجة الحرارة بالدرجة المئوية | -25   | 0     | 25    | 50    | 75    | 100   |
| الموصلية بوحدة W/m·K         | الموصلية بوحدة W/m·K         | 0.137 | 0.132 | 0.127 | 0.123 | 0.118 | 0.113 |

## البيانات الطيفية
| الأشعة فوق البنفسجية والمرئية          | الأشعة فوق البنفسجية والمرئية |
| -------------------------------------- | ----------------------------- |
| λالحد الأقصى                           | ؟ ن م                         |
| معامل الانقراض، ε                      | ؟                             |
| الأشعة تحت الحمراء                     |                               |
| نطاقات الامتصاص الرئيسية               | ؟ سم− 1                       |
| الرنين النووي المغناطيسي               |                               |
| الرنين النووي المغناطيسي للبروتون      |                               |
| الرنين النووي المغناطيسي للكربون-13    |                               |
| بيانات الرنين المغناطيسي النووي الأخرى |                               |
| مطيافية الكتلة                         |                               |
| كتل من </br> الأجزاء الرئيسية          |                               |